# Gran Premio d'Italia 1926
Il Gran Premio d'Italia 1926 è stato un Gran Premio automobilistico disputato all'autodromo di Monza il 5 settembre 1926.
Le vetture erano divise in due classi, che correvano contemporaneamente ma su distanze diverse. La gara più lunga, che è stata anche l'ultima gara della stagione 1926 del Campionato Mondiale Costruttori organizzato dall'AIACR, è stata disputata dalle vetture appartenenti alla categoria da 1,5 litri su 60 giri, mentre la gara più breve per vetture fino a 1,1 litri su oltre 40 giri. 
Solo due vetture riuscirono a terminare la gara.

## Vigilia
Dopo i vari problemi tecnici delle gare precedenti, sia Delage che Talbot ritirarono la propria partecipazione al Gran Premio d'Italia. 
Dopo due vittorie in Francia e Spagna e il secondo posto in Gran Bretagna, la Bugatti non poteva più essere superata nella classifica mondiale, ma doveva competere al Gran Premio d'Italia secondo il regolamento del campionato mondiale costruttori 1926 per non essere esclusa dalla classifica. Così, i due piloti ufficiali Jules Goux e Bartolomeo Costantini e il francese Louis Charavel, sotto lo pseudonimo di Sabipa, si sono iscritti con tre Bugatti Type 39A. 
A differenza del disastroso Gran Premio di Francia, però, la squadra francese non era del tutto priva di sfidanti, perché i fratelli Maserati, che si erano appena staccati dalla Diatto e avevano fondato una propria azienda, colsero l'occasione per effettuare una prima prova della loro auto da gran premio, la Maserati Tipo 26. Tuttavia, le due vetture con motori otto cilindri in linea guidati da Emilio Materassi ed Ernesto Maserati si rivelarono inaffidabili e un po' troppo sovrappeso. 
Con la Chiribiri nettamente sottodimensionata di Roberto Serboli, il numero dei partecipanti è infine salito a sei. 
Gli organizzatori avevano saggiamente deciso di effettuare una gara automobilistica parallela per autocicli fino a 1,1 litri di cilindrata contemporaneamente al Gran Premio, ma solo di 40 invece di 60 giri come nella gara principale. La scelta si è rivelata saggia in quanto le due Maserati, nonostante siano riuscite a tenere testa alle Bugatti nelle fasi iniziali di gara, si sono ritirate nel corso dei primi giri, lasciando alle sole vetture francesi la possibilità di vincere il Gran Premio.

## Gara

### Resoconto
La Bugatti di Costantini ha preso presto il comando, con le altre due Bugatti a battagliare con le due Maserati nei primi due giri, e un distacco tra il secondo e il quinto posto di soli 5 secondi alla fine del primo giro, con la Chiribiri di Serboli attardata insieme alle vetture da 1100 cc. Dopo appena quattro giri, Materassi si è ritirato per un guasto al motore, seguita un giro dopo dal compagno di squadra e fondatore dell'azienda Ernesto Maserati, anch'egli con un guasto al motore, lasciando solo le tre Bugatti e l'unica Chiribiri, ancora in difficoltà, nella classe 1500 cc. 
La Chiribiri di Serboli si è ritirata dopo 27 giri in uno spettacolare incendio che ha ravvivato una gara altrimenti noiosa. Goux e Sabipa si sono scambiati di posizione un paio di volte principalmente a causa di pit stop, ma alla fine Goux si è ritirato dopo 36 giri. Una volta che gli autocicli hanno terminato i loro 40 giri, le due Bugatti rimanenti hanno proseguito senza incidenti fino quasi alla fine della gara. Tuttavia, al 58º giro, Costantini, che aveva completamente dominato la gara, ha avuto problemi al motore, ma è riuscito a tornare fino ai box. Nonostante abbia perso il comando su Sabipa, è riuscito a finire la gara con soli tre (su otto) cilindri. 

## Risultati[2][3]

### Risultati autocicli (1,1 litri)
| Pos | N. | Pilota           | Costruttore | Giri | Tempo/ritiro |
| --- | -- | ---------------- | ----------- | ---- | ------------ |
| 1   | 23 | André Morel      | Amilcar     | 40   | 3h00m32.4    |
| 2   | 28 | Arturo Duray     | Amilcar     | 40   | 3h09m16.4    |
| 3   | 27 | Henny De Joncy   | BNC         | 40   | 3h16m05.4    |
| DNF | 24 | Augusto Trevisan | Marino      | 10   | Motore       |
| DNF | 21 | Alberto Marino   | Marino      | 6    | Motore       |
| DNF | 26 | Carlo Martino    | Amilcar     | 3    | Compressore  |
| DNF | 22 | Gubernatis       | BNC         | 1    |              |

### Risultati del Gran Premio d'Italia (1,5 litri)
| Pos | N. | Pilota                  | Costruttore           | Giri | Tempo/ritiro        |
| --- | -- | ----------------------- | --------------------- | ---- | ------------------- |
| 1   | 16 | Louis Charavel "Sabipa" | Bugatti 39A           | 60   | 4h20'29"            |
| 2   | 12 | Meo Costantini          | Bugatti 39A           | 60   | 4h27'01"            |
| Ret | 7  | Jules Goux              | Bugatti 39A           | 36   | Pressione dell'olio |
| Ret | 4  | Roberto Serboli         | Chiribiri 12/16       | 27   | Incendio            |
| Ret | 9  | Ernesto Maserati        | Maserati 26 (8C-1500) | 5    | Motore              |
| Ret | 3  | Emiliano Materassi      | Maserati 26 (8C-1500) | 4    | Motore              |
| DNS | 5  | Ferdinando Minoia       | OM 8C                 |      | Ritirato            |
| DNS | 10 | Giuseppe Morandi        | OM 8C                 |      | Ritirato            |